# Ostrokrywka nieparka
Ostrokrywka nieparka (Oxymirus cursor) – gatunek chrząszcza z rodziny kózkowatych. Zasiedla lasy liściaste i iglaste w Europie i Azji.